# Кордубанове
Кордуба́нове — село в Україні, у Глобинській міській громаді Кременчуцького району Полтавської області. Населення становить 214 осіб.

## Історія
12 червня 2020 року, відповідно до розпорядження Кабінету Міністрів України № 721-р «Про визначення адміністративних центрів та затвердження територій територіальних громад Полтавської області», село увійшло до складу Глобинської міської громади.
19 липня 2020 року, в результаті адміністративно - територіальної реформи та ліквідації Глобинського району, село увійшло до складу новоутвореного Кременчуцького району.

## Населення

### Мова
Розподіл населення за рідною мовою за даними перепису 2001 року:
| Мова       | Кількість | Відсоток |
| ---------- | --------- | -------- |
| українська | 195       | 91.12%   |
| білоруська | 18        | 8.41%    |
| румунська  | 1         | 0.47%    |
| Усього     | 214       | 100%     |